# Gondreville (Meurthe i Mozela)
Gondreville – miejscowość i gmina we Francji, w regionie Grand Est, w departamencie Meurthe i Mozela.
Według danych na rok 1990 gminę zamieszkiwało 2145 osób, a gęstość zaludnienia wynosiła 86 osób/km² (wśród 2335 gmin Lotaryngii Gondreville plasuje się na 197. miejscu pod względem liczby ludności, natomiast pod względem powierzchni na miejscu 103.).

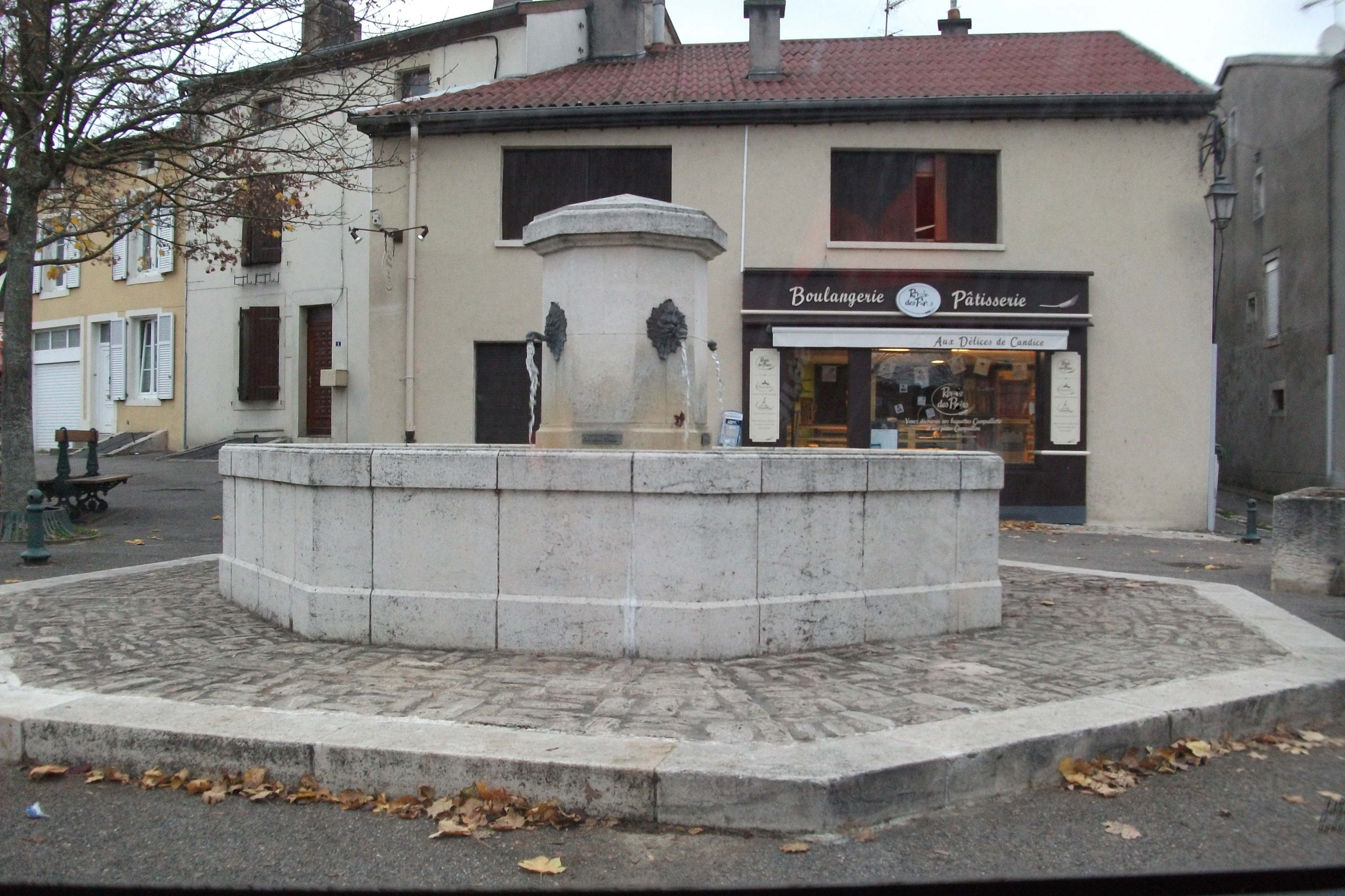
Plac z fontanną w Gondreville (2010)
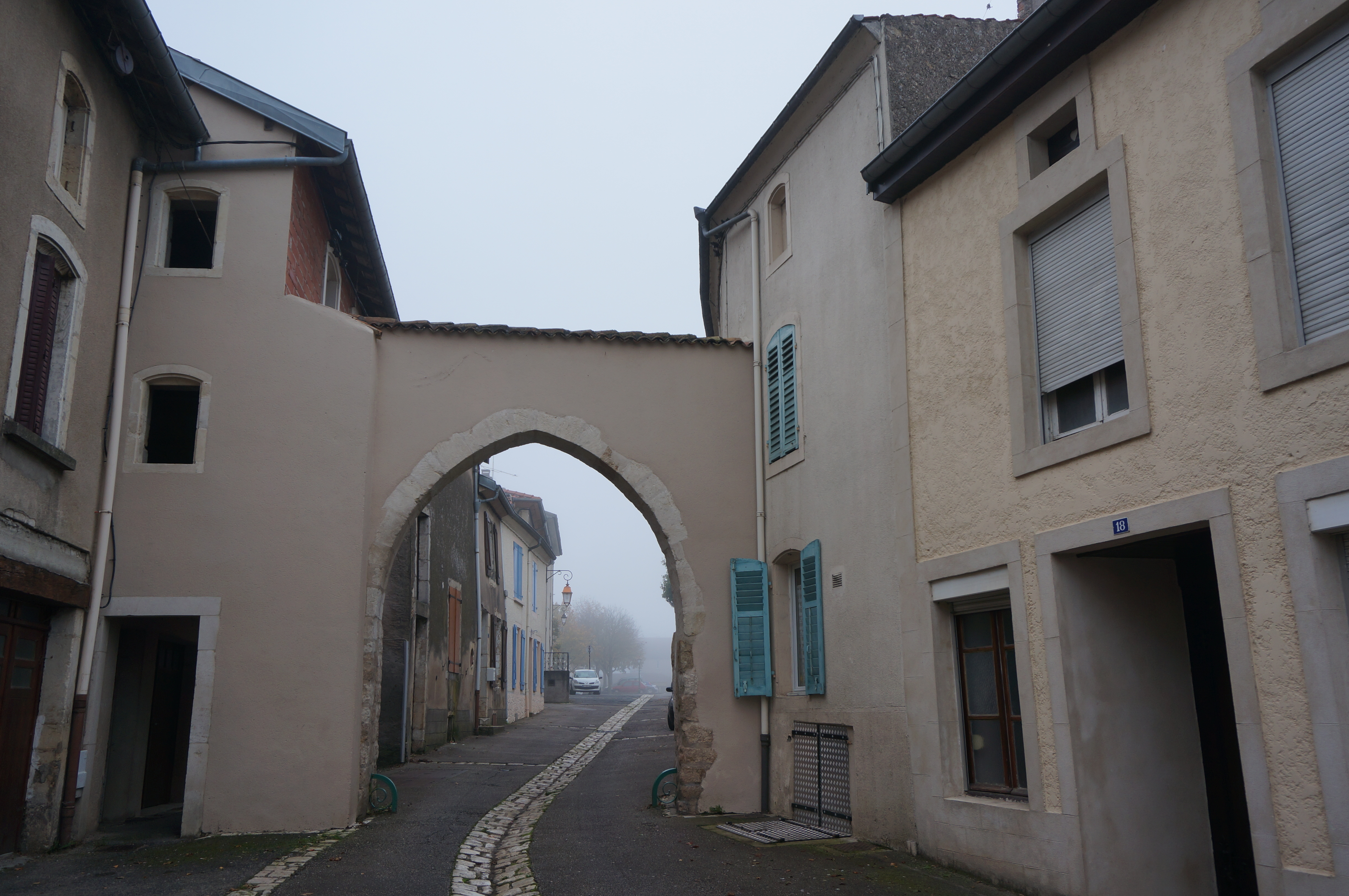
Gondreville (2014)

## Populacja

Populacja Gondreville w latach 1962–2008